# Luboměř pod Strážnou
Luboměř pod Strážnou (en allemand : Liebenthal) est une commune du district de Přerov, dans la région d'Olomouc, en République tchèque. Sa population s'élevait à 128 habitants habitants en 2021.

## Géographie
Luboměř pod Strážnou se trouve à 30 km au nord-nord-est de Přerov, à 31,5 km au nord-est d'Olomouc et à 236 km à l'est-sud-est de Prague.
La commune est limitée par la zone militaire de Libava à l'ouest et au nord, par Spálov et Luboměř à l'est, et par Potštát au sud-est et au sud.

## Histoire
La première mention écrite de la localité date de 1394.
Jusqu'à la fin de l'année 2015, le territoire de Luboměř pod Strážnou faisait partie de la zone militaire de Libavá dans le district d'Olomouc, créée après la Seconde Guerre mondiale. La commune a été rétablie le 1er janvier 2016 et rattachée au district de Přerov.

## Transports
Luboměř pod Strážnou se à 20 km de Hranice, à 43 km d'Olomouc, trouve à 45 km de Přerov et à 325 km de Prague.